# 德信學校聖家小堂
德信學校聖家小堂（英語：Tak Sun School Holy Family Chapel）是香港一所天主教小聖堂，屬天主教香港教區的九龍尖沙咀玫瑰堂堂區，由聖十字架及主業監督團管理，位於九龍柯士甸道103號德信學校內。

## 沿革
此小聖堂興建於1994年，由聖十字架及主業監督團（主業團）管理，供學生於小息（休息）時間祈禱，也部分開放給校外教友。
2014年12月28日為聖家節。為支持教宗方濟各對家庭的關注、並準備2015年的世界主教常規會議，香港天主教於此小聖堂舉行一台隆重感恩祭，由時任香港教區輔理主教李斌生主教主禮。
2016年5月12日、真福歐華路主教敬禮日時，香港及澳門共有4處舉行感恩聖祭，此小聖堂為其中之一，於下午6:30舉行。彌撒時主祭神父引用當天福音指出耶穌為人類祈求與天主合而為一，接著敘述歐華路主教如何協助眾人進行此項事業、神父自身與主教接觸的經驗、並勉勵眾人多把工作奉獻給天主、多依靠天主、公而忘私。
2016年6月26日為主日及主業團創辦人聖施禮華的慶日，香港共有26處教堂於此日前後舉行感恩聖祭，此小聖堂為其中之一。

## 彌撒及禮儀時間

### 彌撒
- 主日彌撒：上午11:15（對外開放）[2]
- 平日彌撒：星期一、二、三下午2:50，星期四、星期五上午8:15（不對外開放，僅供獲授權人士參與）[2]

### 修和聖事（告解）
- 星期五下午12:30至下午1:00[2]
- 主日上午10:30

### 明恭聖體
- 每月首星期五上午8:50至下午2:00（不對外開放）[2]

## 服務神父
2020年時服務神父為下列兩位：
- 黃炎雄神父[2]（Rev. Harry Wong）
- 狄明杰神父[2]（Rev. Miguel Diez）

曾經服務該小堂的神父
- 李斌生主教 (Bp. Stephen Lee) (現於澳門教區主教)

## 外部連結
- 德信學校聖家小堂的Facebook專頁
- 德信學校校牧部 （页面存档备份，存于）